# Paraloid B-44
Paraloid B-44 akrilna je smola, po sastavu etil akrilat i metil metakrilat kopolimer. Topiv u acetonu, toluenu i ksilenu. Sastavni dio Incralac(R) laka za bakar i slitine.

## Uporaba u konzerviranju restauriranju
Najčešće se koristi kao lak za metale.Može se koristiti i za ljepljenje porozne keramike( otopljen u acetonu 1/1 ).S vremenom žuti i postaje teže topiv.

## Vanjske poveznice
http://cameo.mfa.org/wiki/Paraloid%C2%AE_B-44  Arhivirana inačica izvorne stranice od 19. listopada 2017. (Wayback Machine)